# Colombiers (Cher)
Colombiers ist eine französische Gemeinde mit 410 Einwohnern (Stand: 1. Januar 2022) im Département Cher in der Region Centre-Val de Loire; sie gehört zum Arrondissement Saint-Amand-Montrond und zum Kanton Saint-Amand-Montrond.

## Geographie
Colombiers liegt etwa 42 Kilometer südsüdöstlich von Bourges. Der Cher begrenzt die Gemeinde im Süden. Umgeben wird Colombiers von den Nachbargemeinden Saint-Amand-Montrond im Norden und Nordwesten, Saint-Pierre-les-Étieux im Nordosten, Coust im Osten und Südosten, Ainay-le-Vieil im Süden und Südwesten sowie Drevant im Westen.

## Bevölkerungsentwicklung
| 1962                      | 1968 | 1975 | 1982 | 1990 | 1999 | 2006 | 2013 |
| ------------------------- | ---- | ---- | ---- | ---- | ---- | ---- | ---- |
| 277                       | 280  | 227  | 260  | 320  | 356  | 388  | 404  |
| Quelle: Cassini und INSEE |      |      |      |      |      |      |      |

## Sehenswürdigkeiten
- Kirche Saint-Martin aus dem 12. Jahrhundert
- Reste eines gallorömischen Aquädukts nach Drevant
- Schloss La Salle aus dem 15. Jahrhundert, seit 1987 Monument historique

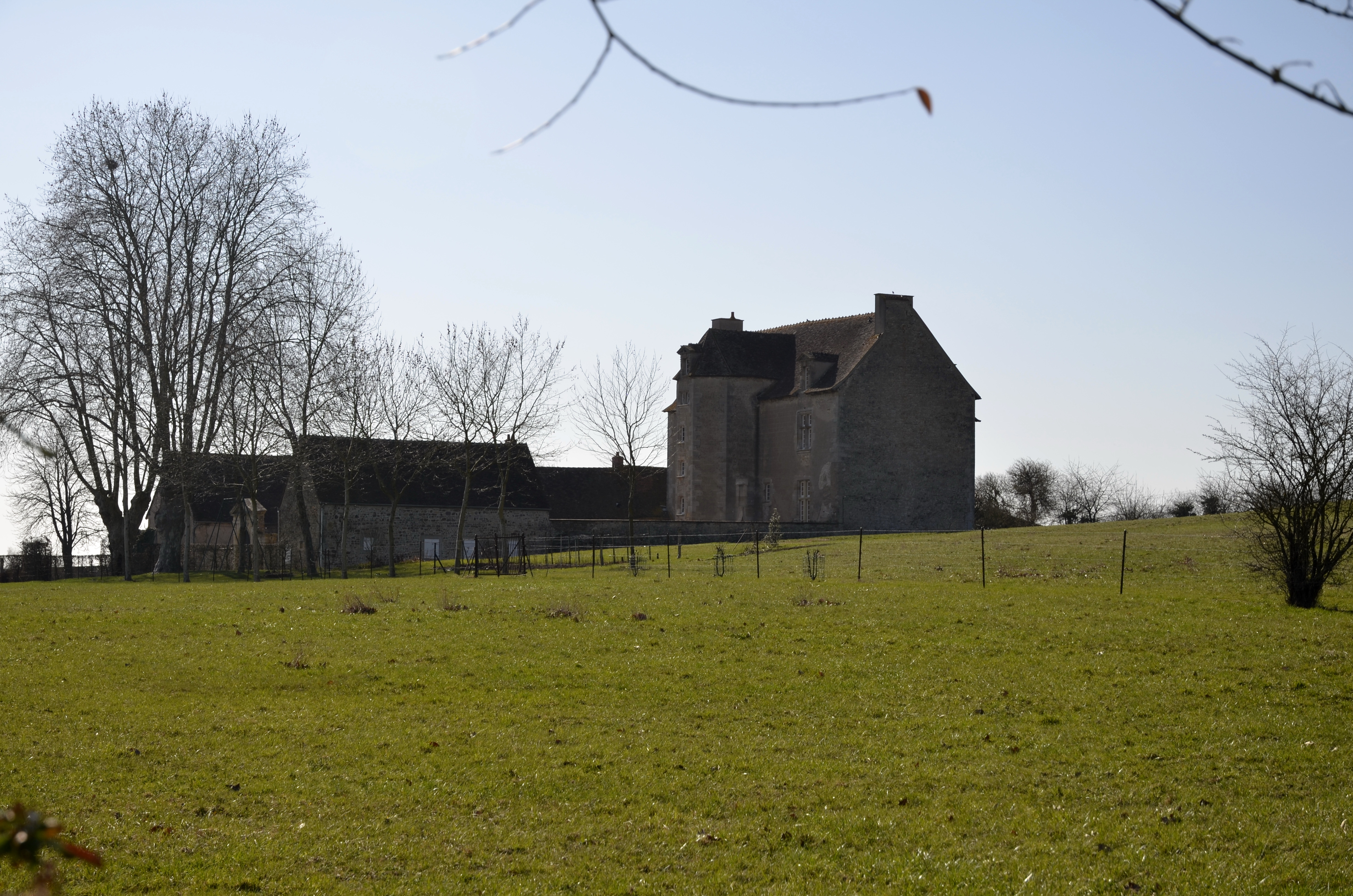
Schloss La Salle

- Schleuse und Kanalbrücke